# Võhandu jõgi
Võhandu jõgi (även Pühajõgi, tyska: Woo) är Estlands längsta flod. Den är 165 km lång. Källan, som ligger 132 meter över havet, är belägen vid byn Saverna i Valgjärve kommun i landskapet Põlvamaa. Mynningen ligger 30 meter över havet i Lämmijärv som är den mellersta delen av sjön Peipus och belägen i landskapet Põlvamaa. Vid mynningen utgör den gräns mellan Räpina kommun i norr och Mikitamäe kommun i söder. 
Från sin källa rinner Võhandu jõgi söderut, genom sjön Jõksi järv i Kanepi kommun, över landskapsgränsen till Võrumaa och till sjön Vagula järv i Võru kommun. Därifrån rinner den åt nordöst och åter in i landskapet Põlvamaa innan den når sin mynning. Floden passerar bland annat småköpingrna (estniska: alevik) Kanepi och Sõmerpalu, städerna Võru och Räpina samt småköpingen Võõpsu som ligger strax innan mynningen. 
Vänsterbiflöden till Võhandu jõgi är Parisoo peakraav, Karioja (14 km), Viluste oja och Toolamaa oja (4 km lång och avvattnar Meelva järv). Högerbiflöden är Kokle jõgi, Pühäjõgi, Rõuge jõgi, Iskna jõgi, Pahtpää jõgi (15 km) och Mädajõgi.
Liksom Peipus är Võhandu jõgi en del av Narvas avrinningsområde.